# Feliks Zemdegs
Feliks Zemdegs   (Melbourne, 20 de desembre de 1995) és un speedsolver del Cub de Rubik. El seu sobrenom és Latvian ja que els seus avis materns són de Lituània
Zemdegs va comprar el seu primer cub l'abril de 2008 inspirat vídeos i tutorials de speedcubing que havia vist a YouTube. El primer temps oficial de 19.73 segons el 14 de juny de 2008. Actualment utilitza el mètode Fridrich per solucionar el cub de 3x3x3, el mètode Yau per solucionar el de 4x4x4 i el mètode de CLL per solucionar el cub de 2x2x2.
Zemdegs va guanyar la primera competició a la qual va assistir, els campionats de la Nova Zelanda (juliol 2009) amb una mitjana de 13.74 segons en la ronda final. També va guanyar 2x2, 4x4, 5x5, 3x3 Blindfolded, i 3x3 amb una ma (one-handed).
A la seva següent competició, el Melbourne Summer Open (gener 2010), Zemdegs va fer els seus primers rècords mundials en 3x3x3 i 4x4x4 mitjana, amb temps de 9.21 segons i 42.01 segons respectivament. Va guanyar el 3x3 esdeveniment al Rubik's Cube world championship a Las Vegas el juliol de 2013 i també va ser primer en el 4x4 i 3x3 One-Handed.

## Records Mundials
| Tipus de rècord         | Resultat    | Posat a                |
| 3x3x3 Mitjana de 5 cubs | 5.53 segons | Odd Day in Sydney 2019 |